# Konstantinopler Hahnenfuß
Der Konstantinopler Hahnenfuß (Ranunculus constantinopolitanus) ist eine Pflanzenart aus der Gattung Hahnenfuß (Ranunculus). Sie wird auch als Unterart Ranunculus villosus subsp. constantinopolitanus (DC.) Elenevsky zu Ranunculus villosus gestellt.

## Merkmale
Der Konstantinopler Hahnenfuß ist eine ausdauernde, krautige Pflanze, die meist Wuchshöhen von 20 bis 75 Zentimeter erreicht. Die Pflanze bildet ein Rhizom. Die Wurzeln sind alle mehr oder weniger dünn. Sie sind nicht knollen- oder spindelförmig. An Stängel und Blütenstielen befinden sich abstehende Haare. Die Grundblätter sind dreispaltig. Der Grund ihres mittleren Abschnittes ist keilig. Die Kelchblätter sind zurückgeschlagen. Zur Fruchtzeit ist der Blütenboden mehr oder weniger halbkugelig und nicht verlängert.
Die Blütezeit reicht von April bis Juni.
Die Chromosomenzahl beträgt 2n = 28 oder 32.

## Vorkommen
Die Art kommt auf der Balkanhalbinsel, auf Zypern, auf der Krim, im Kaukasus, in der Türkei, in Syrien, im Nord-Irak und im Iran vor. Sie wächst auf feuchten Wiesen.

## Nutzung
Der Konstantinopler Hahnenfuß wird als Zierpflanze für Gehölzgruppen genutzt.